# أوتوكاد دي إكس إف
اوتوكاد دي اكس اف AutoCAD DXF (تنسيق تبادل الرسومات) هو تنسيق ملف بيانات الكاد CAD والذي تم تطويره بواسطة شركة أوتودسك  لتمكين تبادل البيانات بين برنامج AutoCAD والبرامج الأخرى.
تم في الأصل تقديم تنسيق DXF في ديسمبر 1982 كجزء من الإصدار الأول من الاوتوكاد AutoCAD 1.0، وكان الغرض منه تقديم تمثيل دقيق للبيانات بتنسيق الملف الأصلي للأوتوكاد DWG (رسم)، والذي لم تنشر شركة أوتودسك المواصفات الخاصة به لسنوات عديدة، لهذا السبب، كانت عمليات الاستيراد الصحيحة لملفات DXF صعبة. الآن تقوم شركة أوتودسك بنشر مواصفات DXF بتنسيق PDF على موقعها في الويب.
الإصدار 10 من الأوتوكاد (أكتوبر 1988) وما فوقه يدعم كلا من ASCII والملفات الثنائية من ملف DXF. بينما كانت الإصدارات السابقة تدعم فقط أسكي.
نظرًا لأن أوتوكاد أصبح أكثر قوة من الوضع في الماضي، واصبح يدعم أنواع الكائنات الأكثر تعقيدًا، لذا فأن ملف DXF قد أصبح أقل فائدة. حيث لا يتم توثيق أنواع معينة من الكائنات، بما في ذلك مجسمات ومناطق ACIS .
أما أنواع الكائنات الأخرى، بما في ذلك البلوكات الديناميكية BLOCKS لأوتوكاد الإصدار 2006، وكافة الكائنات الخاصة بإصدارات الأوتوكاد المخصصة لتلبية طلبات السوق الرأسية فهي موثقة جزئياً، لكن ليس بما يكفي للسماح للمطورين الآخرين بدعمها.
لهذه الأسباب، تستخدم العديد من تطبيقات «الرسم بالكمبيوتر تصميم بمساعدة الحاسوب» تنسيق DWG الذي يمكن ترخيصه من شركة Autodesk أو التنسيق الغير الأصلي من Open Design Alliance .
إحداثيات ملف DXF تكون دائمًا بلا أبعاد لذا يحتاج البرنامج القارئ للملف أو المستخدم لمعرفة وحدة الرسم المستخدمة في إنتاج الملف، أو يتعين عليه استخراجها من التعليقات النصية في الأوراق الملف.

## هيكل الملف
كل إصدارات ASCII من DXF يمكن قراءتها باستخدام أي محرر نصوص.
التنظيم الأساسي لملف DXF هو كما يلي: 
- قسم الترويسة HEADER - معلومات عامة عن الرسم. كل معامل له اسم متغير وقيمة مرتبطة.
- قسم الفئات Classes - يحتفظ بالمعلومات الخاصة بالفئات المعرفة بالتطبيق والتي تظهر مثيلاتها في أقسام BLOCKS و ENTITIES و OBJECTS في قاعدة البيانات. بشكل عام لا يوفر معلومات كافية للسماح بالتشغيل البيني مع البرامج الأخرى.
- قسم الجداول - يحتوي هذا القسم على تعريفات للعناصر المسماة.

جدول (Application ID (APPID
جدول (Block Record (BLOCK_RECORD
جدول (Dimension Style (DIMSTYLE
جدول (Layer (LAYER
جدول (Linetype (LTYPE
جدول (Text style (STYLE
جدول (User Coordinate System (UCS
جدول (View (VIEW
جدول (Viewport configuration (VPORT
- قسم البلوكات BLOCKS - يحتوي هذا القسم على الكيانات تعريف بلوك واصفا الجهات التي تضم كل كتلة في الرسم.
- قسم ENTITIES - يحتوي هذا القسم على الكيانات الرسومية، بما في ذلك أي مراجع البلوك.
- قسم الكائنات OBJECTS- يحتوي على البيانات التي تنطبق على الكائنات غير الرسومية، والتي تستخدمها تطبيقات AutoLISP و ObjectARX.
- قسم صورة المعاينة THUMBNAILIMAGE - يحتوي على صورة المعاينة لملف DXF.
- نهاية الملف

يُطلق على تنسيق البيانات الخاص بـ DXF تنسيق «البيانات المميزة»، مما يعني أن كل عنصر من عناصر البيانات في الملف يسبقه رقم صحيح يسمى كود المجموعة.
وتشير قيمة كود المجموعة إلى نوع عنصر البيانات الذي تتبعه وكذلك تشير هذه القيمة أيضًا إلى معنى عنصر البيانات لنوع كائن معين (أو سجل). تقريبًا
و كذلك يمكن تمثيل جميع المعلومات المخصصة من قِبل المستخدم في ملف الـ DXF. " 

## روابط خارجية
- مرجع DXF من Autodesk Developer Network . قائمة الوثائق للإصدارات الزمنية من DXF إلى عام 1994.
- مرجع AutoCAD DXF (من الإصدار 14، 1998) (إصدار PDF من 2012)
- أوتوكاد ملخص ملف تنسيق DXF .
- مشروح سبيل المثال ملف DXF
- Paul Bourke (مارس 1990). "Minimum Requirements for Creating a DXF File of a 3D Model". مؤرشف من الأصل في 2019-03-01.
- AutoDesk أون لاين DXF ملف عارض .